# アルバラシン
アルバラシン（スペイン語: Albarracín）は、スペイン・アラゴン州テルエル県のムニシピオ（基礎自治体）。

## 由来
アルバラシンは古いローマ都市ロベトゥム(Lobetum)の近くに位置している。アラブ人たちはこの土地をアルカルタム(Alcartam)と呼んだ。この名称はエルカビダ(Ercávida)という古い名称から派生したもので、後にアラブ人の家名アル＝バヌ・ラジン(Al-banu Razin)をとって名付けられ、この名から現在の自治体名へと発展した。
別の説では、アルバラシン(Albarracín)とは、Albがケルト語の「山」を意味し、raginは「ブドウ畑」を意味するとしている。

## 地理
古い市街は山のすそ野に築かれ、その全体をほぼグアダラビアル川が囲んでいる。北はアルバラシン山地、南はウニベルサレス山地である。
町は断崖の上に築かれ、周囲をグアダラビアル川が囲む。町の内部では通りは険しく狭いが、赤みを帯びた建築様式が特徴的な、絵のような光景が広がる。町は二つの地区に分けられている。旧市街は鎌状に湾曲した川の上につり下がるように形成されており、郊外は川岸に広がっている。

## 歴史
鉄器時代には、ケルト系のロベタノ族が定住していた。彼らは、重要な洞窟壁画に松かさを描いた絵画を残している。ローマ時代には明らかにロベトゥムと呼ばれ、西ゴート王国時代にはサンタ・マリア・デ・オリエンテ(Santa María de Oriente)と呼ばれた。
イベリア半島のイスラム支配時代、ベルベル人の一族アル＝バヌ＝ラジンは、アルバラシン周辺のわずかな土地を集めアルバラシンのタイファをつくった。これが現在の地名のもととなった（アル＝バヌ＝ラジンとは、ラジンの子孫という意味）。このタイファはのちにキリスト教徒軍のレコンキスタに屈し、事実上カスティーリャ王国に属した。1170年以降アラゴン王国が領有し、最終的にはアルバラシン司教座が設置された。
カスティーリャの有力貴族ララ家は、アルバラシンの支配を目論んだ。ハイメ1世時代の1220年、ペドロ3世時代の1285年に侵攻が失敗に終わると、1300年にアルバラシンのアラゴン領が確定した。これら一連の政治的・軍事的対立が、アルバラシンの防衛システムやその強化を促進させた。
ハイメ1世がセゴルベ地方を征服するまでアルバラシン司教座が置かれていたが、後にカステリョン県の都市に移管された。
1257年6月21日、ハイメ1世はテルエルにおいて、アルバラシンにフエロ（特権）を授けた。

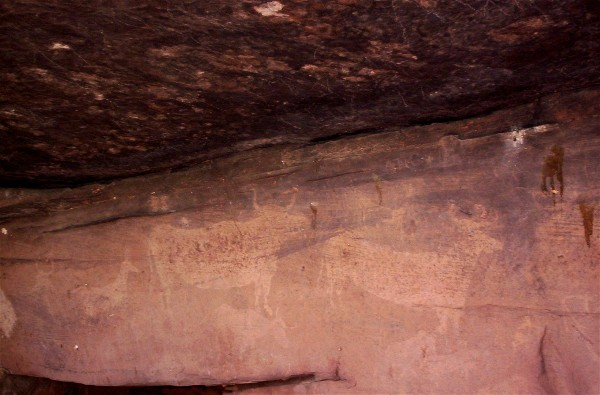
ウシを描いた壁画
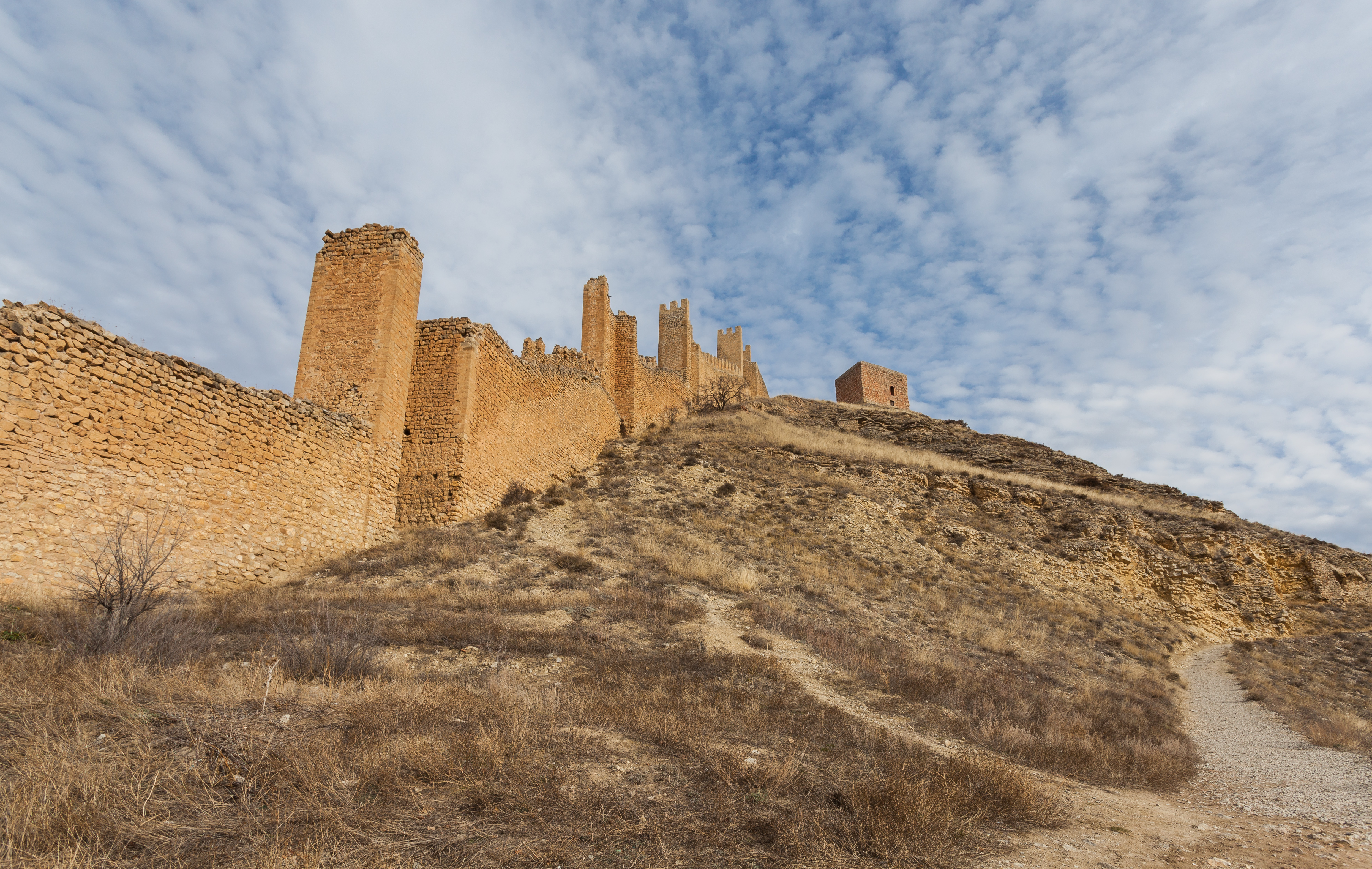
城壁
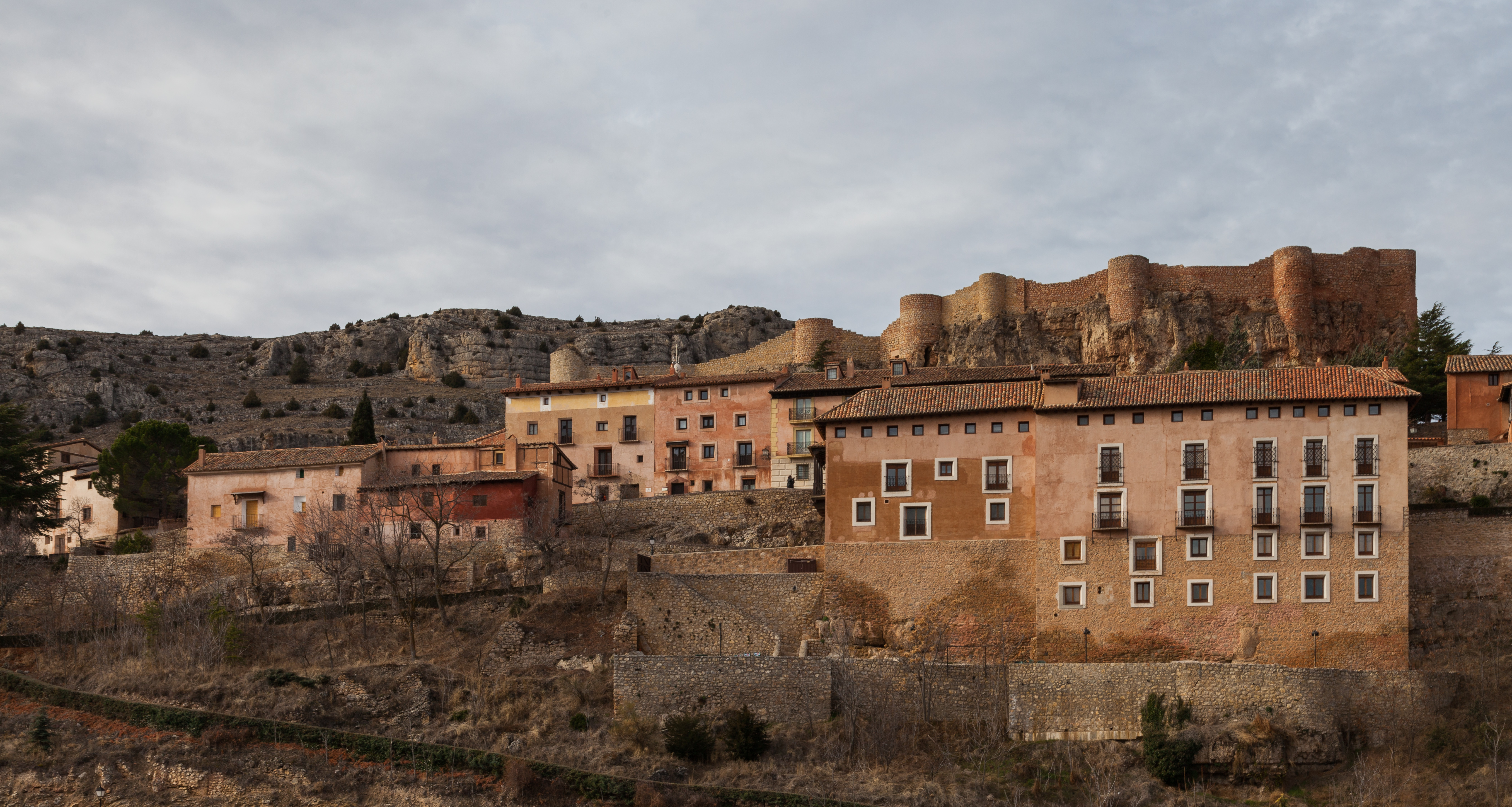
アルバラシン城
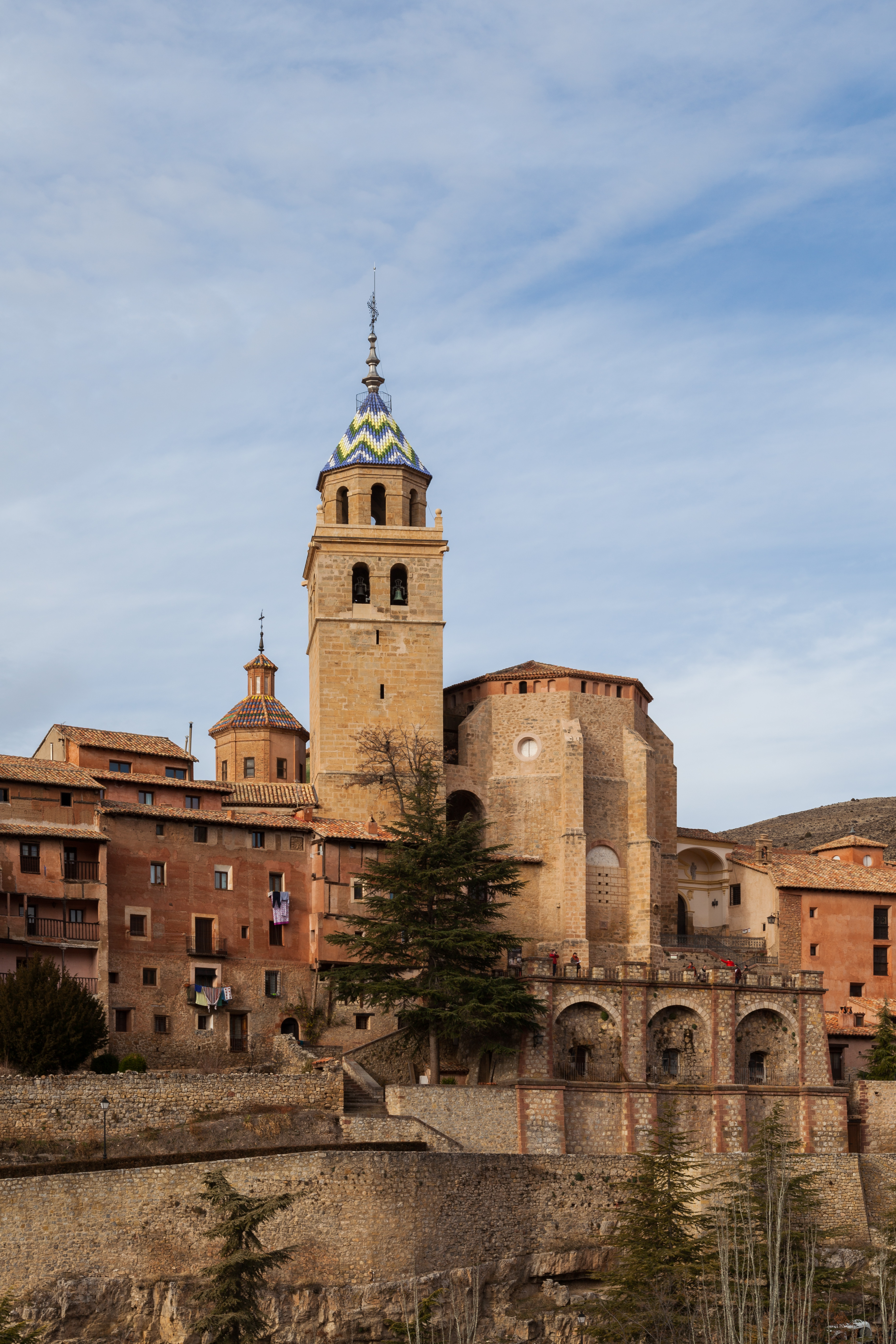
カテドラル
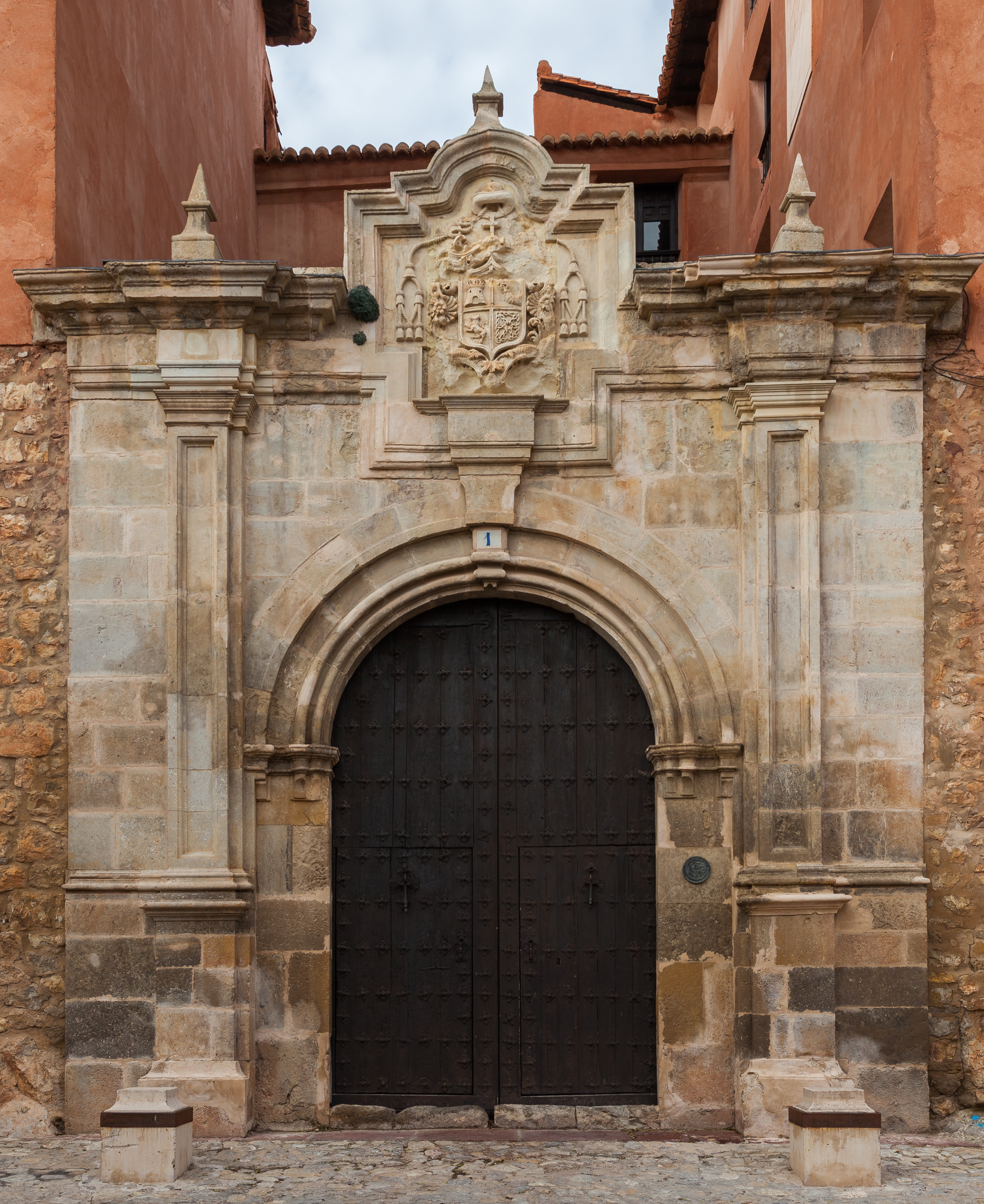
司教館正門
全景